# Габріеле Оріалі
Габріеле Оріалі (італ. Gabriele Oriali, * 25 листопада 1952, Комо) — колишній італійський футболіст, опорний півзахисник. По завершенні ігрової кар'єри — спортивний функціонер.
Як гравець відомий виступами за клуби «Інтернаціонале» та «Фіорентина», а також національну збірну Італії.
Дворазовий чемпіон Італії. Дворазовий володар Кубка Італії. У складі збірної — чемпіон світу. 

## Клубна кар'єра
Вихованець футбольної школи клубу «Інтернаціонале». Дорослу футбольну кар'єру розпочав 1970 року в основній команді того ж клубу, в якій провів тринадцять сезонів, взявши участь у 277 матчах чемпіонату.  Більшість часу, проведеного у складі «Інтернаціонале», був основним гравцем команди. За цей час двічі виборював титул чемпіона Італії, ставав володарем Кубка Італії (також двічі).
1983 року перейшов до клубу «Фіорентина», за який відіграв 4 сезони.  Граючи у складі «Фіорентини» також здебільшого виходив на поле в основному складі команди. Завершив професійну кар'єру футболіста виступами за команду «Фіорентина» у 1987 році.

## Виступи за збірну
1978 року дебютував в офіційних матчах у складі національної збірної Італії. Протягом кар'єри у національній команді, яка тривала 6 років, провів у формі головної команди країни 28 матчів, забивши 1 гол. У складі збірної був учасником чемпіонату Європи 1980 року в Італії, чемпіонату світу 1982 року в Іспанії, здобувши того року титул чемпіона світу.

## Кар'єра функціонера
По завершенні виступів на футбольному полі перейшов на управлінську роботу в італійському футболі. Обіймав посаду спортивного директора в футбольних клубах «Болонья» та «Парма». Згодом повернувся до свого рідного клубу, «Інтернаціонале», в якому працював на посаді технічого директора.

## Титули і досягнення
- Чемпіон Італії (2):

«Інтернаціонале»:  1970–71, 1979–80
- Володар Кубка Італії (3):

«Інтернаціонале»:  1977–78, 1981–82
- Чемпіон світу (1):

1982